# Resonanzproduktion
Werden zwei Teilchen aufeinandergeschossen, derart dass die Schwerpunktsenergie gerade richtig ist, um die Masse eines neuen Teilchens (z. B. eines Mesons) zu erzeugen, spricht man von Resonanzproduktion.
Alle so erzeugbaren Teilchen sind instabil. Daher muss die nötige Energie wegen der Unschärferelation nicht exakt der Teilchenmasse entsprechen, falls ein Teilchen nur für eine Zeit {\displaystyle \Delta t} existiert, ist seine Energie nur auf {\displaystyle \Delta E} bestimmt und es gilt {\displaystyle \Delta E\cdot \Delta t\approx \hbar }. Dies ist besonders beim Z-Boson mit seiner kurzen Lebensdauer wichtig.